# Ein anderes Selbst
Ein anderes Selbst (Originaltitel: Zeytin Ağacı) ist eine türkische Dramaserie, die von Nuran Evren Şit geschaffen wurde. Die Serie feierte ihre Premiere am 28. Juli 2022 auf Netflix und umfasst zwei Staffeln.

## Inhalt
Die Serie erzählt die Geschichte von drei engen Freundinnen – Ada, Sevgi und Leyla – die sich auf eine spirituelle Reise in die Küstenstadt Ayvalık begeben. Dort nehmen sie an systemischen Therapiesitzungen teil, die sie mit ihrem inneren Selbst verbinden und sie mit ungelösten Traumata aus ihrer familiären Vergangenheit konfrontieren. Während sie diese Herausforderungen meistern, wird die tiefe Bindung zwischen den Freundinnen auf die Probe gestellt.

## Produktion
Die Dreharbeiten fanden hauptsächlich in der Küstenstadt Ayvalık an der nordwestlichen Ägäisküste der Türkei statt. Einige Szenen wurden auch auf der nahegelegenen Insel Cunda sowie in Istanbul gedreht. Die erste Staffel wurde zwischen August und Oktober 2021 produziert und erschien am 28. Juli 2022. Die zweite Staffel kam am 11. Juli 2024 raus.

## Besetzung und Synchronisation
| Rolle                | Schauspieler     | Synchronsprecher  |
| -------------------- | ---------------- | ----------------- |
| Ada                  | Tuba Büyüküstün  | Giuliana Jakobeit |
| Leyla                | Seda Bakan       | Lina Rabea Mohr   |
| Sevgi                | Boncuk Yılmaz    | Maria Koschny     |
| Toprak               | Murat Boz        | Nick Forsberg     |
| Zaman Bey            | Fırat Tanış      | Johannes Berenz   |
| Tevfik Fikret (Fiko) | Rıza Kocaoğlu    | Frank Schröder    |
| Mukadder (Muko)      | Füsun Demirel    | Almut Zydra       |
| Selim                | Serkan Altunorak | Armin Schlagwein  |